# Oliver!
Oliver! je britský muzikál, autorem jeho slov i hudby je Lionel Bart. Je inspirován románem Oliver Twist romantického spisovatele Charlese Dickense. Premiéru měl v roce 1960 v divadle West End. Byl také hrán na Broadwayi poté, co jej v USA roku 1963 uvedl producent David Merrick.
Oliver! se dočkal několika uvedení v britských školách a stal se jedním z nejpopulárnějšich muzikálů na britských školách. Mnoho písní z tohoto muzikálu je veřejně známých. Je jedním z osmi britských muzikálů, které byly znázorněny na známce Královské pošty.